# Gustavo Hasbún
Gustavo Adolfo Hasbún Selume (Santiago, 2 de agosto de 1972) es un periodista y político chileno de origen palestino, miembro de la Unión Demócrata Independiente (UDI). Fue alcalde de la comuna de Estación Central entre los años 2000 y 2008, y entre los años 2010 y 2018 fue diputado por el distrito N.° 26, correspondiente a la comuna de La Florida, Región Metropolitana.

## Biografía
Realizó sus estudios básicos en el Saint George's College y estudió el bachillerato en la Universidad Andrés Bello entre 1994 y 1995. Hasta 2006 se tituló de licenciado en Comunicación Social por la Facultad de Periodismo de la Universidad de Santiago de Chile. 
Entre 1996 y 1997, fue investigador del Instituto Libertad. En 1999 fue asesor de Sebastián Piñera. Más tarde, entre 1999 y 2000, asumió la gerencia de la Sociedad Educacional Árabe S.A. Desde 2005 forma parte del directorio de Blanco y Negro, sociedad anónima que integra al Club Social y Deportivo Colo-Colo, y fue vicepresidente de la Corporación del club entre 2006 y 2010. Hasbún fue culpable de la renuncia del exitoso director técnico Claudio Borghi de la banca del albo.
En 2012 fue panelista los días lunes en el programa Sin Dios ni late, conducido por Vasco Moulian, donde compartió junto a Juan Carlos Latorre y Hernán Godoy.[cita requerida]

## Carrera política
Durante su época universitaria comenzó su trayectoria política como parte de Juventud Renovación Nacional, siendo en 1989 jefe de la juventud de la campaña de Evelyn Matthei en las elecciones parlamentarias, y en 1993 coordinador de la campaña parlamentaria en la Región Metropolitana, alcanzando la vicepresidencia de Juventud Renovación Nacional en 1997. En 1999 fue jefe de la campaña presidencial de Joaquín Lavín en Santiago, integrándose a la Unión Demócrata Independiente.[cita requerida]
El año 2000 fue elegido alcalde de la comuna de Estación Central, cargo que mantuvo por dos periodos hasta 2008. Ese año se postuló como alcalde de La Florida, pero perdió frente al actor del Partido Socialista Jorge Gajardo. 
En 2009 fue elegido diputado representando al distrito N.° 26, comprendido por la comuna de La Florida. Durante su gestión, presidió la Comisión de Transporte Obras Públicas y Telecomunicaciones de la Asociación Chilena de Municipalidades.[cita requerida]
En diciembre de 2009 fue elegido diputado por la Región Metropolitana en representación de la UDI, por el periodo legislativo 2010-2014, para el Distrito N.º 26, correspondiente a la comuna de La Florida. Integró las comisiones permanentes de Ciencia y Tecnología; de Obras Públicas, Transportes y Telecomunicaciones; de Derechos Humanos; y de Educación, y formó parte del comité parlamentario de la Unión Demócrata Independiente.[cita requerida]
En las elecciones parlamentarias de noviembre de 2013 fue reelegido como diputado por el Distrito N.º 26, por el periodo 2014-2018. Es integrante de las Comisiones Permanentes de Defensa Nacional; y Obras Públicas, Transportes y Telecomunicaciones.[cita requerida] El 17 de diciembre de 2015 fue desaforado de su cargo de diputado tras un fallo de la Corte de Apelaciones de Santiago por producir injurias y calumnias graves a Rodrigo Avilés. Sin embargo, el 20 de enero de 2016 la Corte Suprema revocó dicha decisión.
En las elecciones municipales realizadas el 15 y 16 de mayo de 2021, compitió nuevamente como candidato a alcalde por Estación Central, obteniendo el tercer lugar en la votación con tan sólo el 14,61% de los votos.

## Controversias
Apenas un año después de haber ganado un escaño como diputado por el distrito de La Florida, Hasbún anunció hacia finales de 2014, que irá a vivir a Villarrica para dar comienzo a su campaña para ser senador de la Región de la Araucanía, para el período 2018-2026. Sin embargo, ha sido criticado por Giorgio Jackson y Gabriel Boric, por el hecho de que hace uso del patrimonio del Parlamento, para poder costear sus constantes viajes a la región, por lo que Hasbún se defendió, aclarando que usaba su propio dinero para costear los viajes. Sin embargo, un reportaje del programa de Canal 13 Contacto, demostró que Hasbún usó 43 pasajes aéreos con cargo del Congreso, con un valor de $4.808.246 pesos, para realizar aquellos viajes hacia la región. Durante la polémica aseguró que varios de los grupos que realizan ataques incendiados en la región, están vinculados a partidos de la Nueva Mayoría. En las elecciones parlamentarias de 2017, Hasbún no logró ganar el escaño senatorial, tras obtener un 3,5% de los votos.
En enero de 2015, el diputado mostró su apoyo hacia varios militantes de la UDI que estaban involucrados en el Caso Penta, entre ellos estaban Jovino Novoa, Pablo Zalaquett y a Iván Moreira, declarando que la justicia hiciera un veredicto parejo para todos y no para un determinado grupo. Días después, tuvo una discusión en Twitter con el diputado que se encontraba en ejercicio Gabriel Boric, en el cual realizó una dudosa comparación entre el Caso Penta y el hurto simple que Boric había realizado en un supermercado en 2005, por lo que Boric respondió que él se inhibilitaría si los militantes de la UDI se inhabilitaran de diversas acusaciones comprobadas, como el lucro de universidades, Isapres y otros, por lo que tras ello, Hasbún responde que sus compañeros de partido son gente honesta, y tachó a Boric de delincuente. Tras esta discusión, numerosos criticaron y se burlaron de Hasbún, en la que lo consideraban como una persona de bajo intelecto y por su fuerte defensa a los militantes de su partido.
Tiempo después, en plena formalización de Carlos Délano, se mostró mediante una fotografía un mensaje que Hasbún le había enviado al imputado. “Nunca he tenido la oportunidad de intercambiar palabras contigo y sólo te quiero transmitir todo mi apoyo, mi cariño y mi respeto. Finalmente, quiero que sepas que siempre podrás contar conmigo para lo que necesites. Un abrazo fuerte y mucha fe”. decía el citado mensaje.
En enero de 2016, Hasbún junto a los diputados UDI, Jorge Ulloa e Ignacio Urrutia, presentaron un proyecto de ley que buscaba sancionar con multas y penas de cárcel a quienes enaltezcan y manifiesten una postura positiva hacia la figura y gobierno del Presidente Salvador Allende. Al final, el proyecto no pudo llevarse a cabo.
En febrero de 2016, publicó una carta en el diario La Tercera, en la que sostenía que los encarcelamientos de varios militares retirados acusados de cometer violaciones a los DD.HH durante la dictadura de Augusto Pinochet, son en realidad actos de venganza planeados por la “izquierda gobernante”, y también afirmó que estos reos vivían en malas condiciones.
En marzo de 2016, Hasbún generó gran polémica en la opinión pública, cuando en pleno debate acerca de la despenalización del aborto en 3 causales, afirmó que la aprobación de esta daría paso a un asesinato masivo de niños, comparando el aborto con la eugenesia, y que su aprobación provocaría el fin de la Teletón, ya que según él, la aprobación del proyecto podría permitir el aborto de niños con problemas físicos y psicológicos. Sus dichos fueron tanto objeto de burla como de indignación, debido a que su punto de vista tergiversaba los verdaderos objetivos del proyecto de ley.
En diciembre de 2016, un joven de 21 años llamado Felipe Calderón, que era teniente segundo de la 16° Compañía de Bomberos de Estación Central, presentó un recurso de protección en la Corte de Apelaciones de San Miguel por haber sido despedido de la compañía, a raíz de haber realizado críticas hacia la gestión de Hasbún quien, además de ejercer como diputado, también es director de aquella compañía de bomberos. Su crítica estaba relacionada con que Hasbún era un director ausente, y que nunca iba a la compañía.
En enero de 2017, mientras se estaba realizando en la Cámara de Diputados la interpelación al Ministro del Interior Mario Fernández, sobre los ataques incendiarios ocurridos en la Región de la Araucanía, Hasbún presentó como ''víctima de terrorismo'' a Alan Cooper, quién fue uno de los conspiradores del atentado que acabó con la vida del General René Schneider en 1970. Durante su intervención, Hasbún señaló que ''la prioridad debería ser el pueblo chileno, no el pueblo mapuche solamente. El Gobierno ha discriminado a unos por sobre otros''. Tanto sus dichos como la invitación de Cooper, generó la molestia tanto de parlamentarios, como de la opinión pública, que manifestó su rechazo a través de las redes sociales.
El 6 de septiembre de 2017, se desató un escándalo a nivel nacional cuando diversos medios de comunicación acusaron a cerca de 40 parlamentarios, entre ellos Gustavo Hasbún, por haber aceptado informes de asesoría con párrafos copiados textualmente de internet o de libros, sin dar crédito al redactor de la fuente original. Los seis informes de Gustavo Hasbún que registran plagio fueron pagados $11,5 millones de pesos, de los cuales 3 fueron plagiados en su totalidad. Hasta el día de hoy, Hasbún se ha negado a dar declaraciones sobre el escándalo.
El 9 de febrero de 2020, se reveló que la Fiscalía de Alta Complejidad de la Región de la Araucanía se encuentra investigando un presunto caso de coimas en el que se involucra a Hasbún, quien habría buscado favorecer a un contratista de dicha región en la construcción de obras públicas en la zona a cambio de dinero. Hasbún fue sobreseído el 7 de enero de 2021 por el juzgado de garantía, pero la Corte de Apelaciones de Temuco revocó esa decisión el 27 de enero del mismo año.

## Historial electoral

### Elecciones municipales de 2000
- Elecciones municipales de 2000, Estación Central, Región Metropolitana, considerando a los candidatos que fueron elegidos para el Concejo Municipal[24]

### Elecciones municipales de 2004
- Elecciones municipales de 2004, Estación Central, Región Metropolitana[25]

### Elecciones municipales de 2008
- Elecciones municipales de 2008, La Florida, Región Metropolitana[26]

### Elecciones parlamentarias de 2009
- Elecciones parlamentarias de 2009, Distrito N.º 26, La Florida, Región Metropolitana[27]

### Elecciones parlamentarias de 2013
- Elecciones parlamentarias de 2013, Distrito N.º 26, La Florida, Región Metropolitana[28]

### Elecciones parlamentarias de 2017
- Elecciones parlamentarias de 2017, candidato a senador por la Circunscripción 11, Región de la Araucanía (Angol, Carahue, Cholchol, Collipulli, Cunco, Curacautín, Curarrehue, Ercilla, Freire, Galvarino, Gorbea, Lautaro, Loncoche, Lonquimay, Los Sauces, Lumaco, Melipeuco, Nueva Imperial, Padre Las Casas, Perquenco, Pitrufquén, Pucón, Purén, Renaico, Saavedra, Temuco, Teodoro Schmidt, Toltén, Traiguén, Victoria, Vilcún)[29]

### Elecciones municipales de 2021
- Elecciones municipales de 2021, Estación Central, Región Metropolitana, considerando a los candidatos a alcalde[30]